# Phantom (canción)
«Phantom» es el cuarto sencillo del álbum † del dúo francés Justice, publicado en 2007. Aparece también en el álbum en vivo A Cross the Universe y Access All Arenas. Tanto "Phantom" y "Phantom Pt. II" incluyen el sampleo del tema principal de Tenebre realizado por la banda italiana Goblin para la banda sonora de mismo nombre. "Phantom, Pt. II" se sampleó en "Gucci Time", el sencillo lanzado en 2010 por el rapero Gucci Mane.

## Lista de canciones
Descarga digital
1. «Phantom» – 4:22
2. «Phantom Pt. II» – 3:20
3. «Phantom Pt. II» (Soulwax Remix) – 7:25
4. «Phantom Pt. II» (Boys Noize Remix) – 5:25